# Diadelia excavatipennis
Diadelia excavatipennis är en skalbaggsart som beskrevs av Stefan von Breuning 1965. Diadelia excavatipennis ingår i släktet Diadelia och familjen långhorningar.
Artens utbredningsområde är Madagaskar. Inga underarter finns listade i Catalogue of Life.